# Hawk-Eye

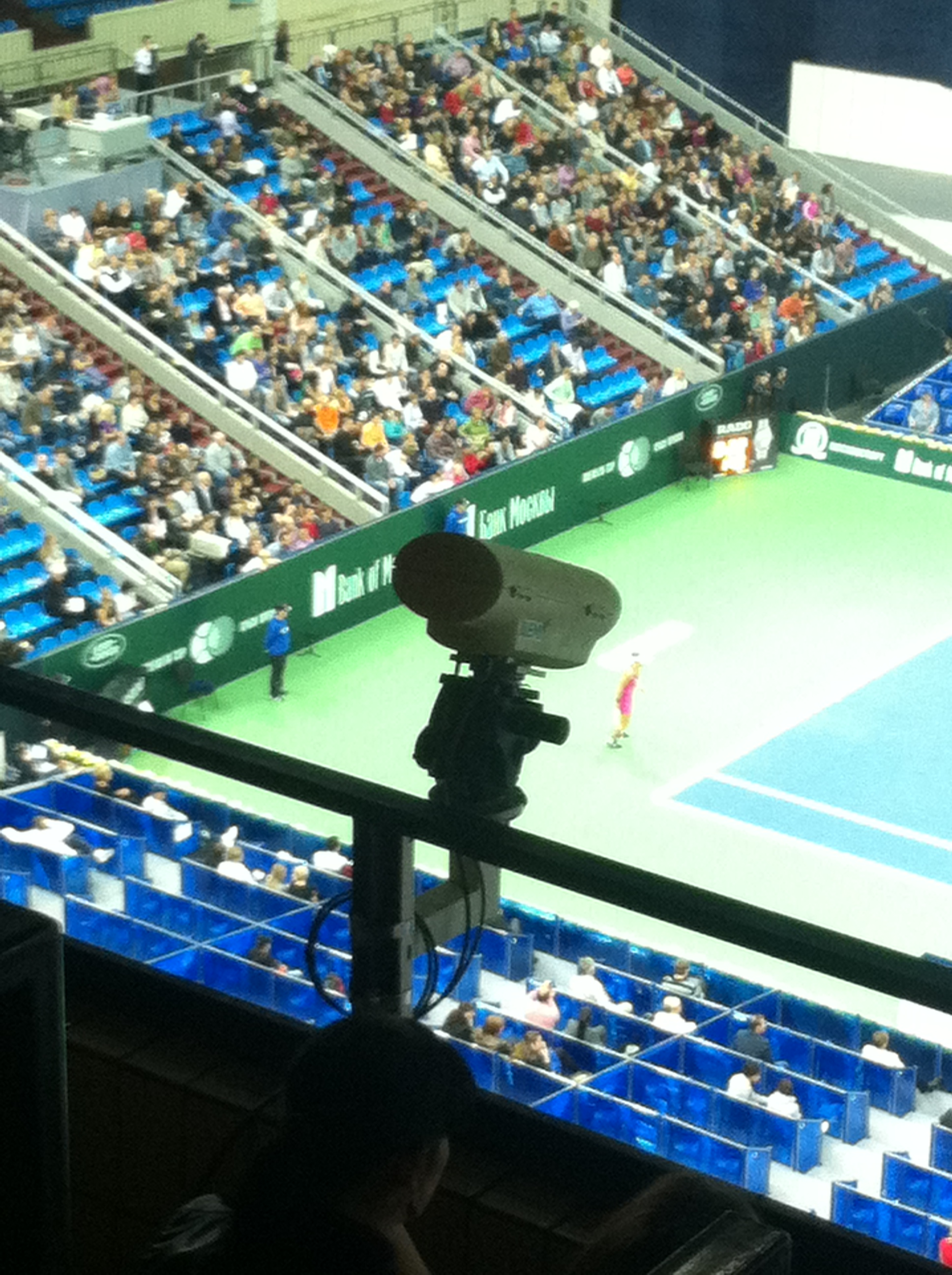
Sistema de câmera Hawk-Eye na Kremlin Cup torneio de tênis em 2012

Hawk-Eye (em português:Olhos de Falcão) é um sistema tecnológico usado em alguns esportes a fim de ajudar o árbitro a tomar uma decisão correta. Amplamente utilizado no tênis, rugbi e críquete, ele é um programa de informática que capta, por diversos ângulos, a trajetória de vários objetos ou pessoas. Também conhecido como 'tira-teima', o sistema utiliza várias câmeras de alta velocidade apontadas para cada gol criando uma imagem 3D de alta precisão. As câmeras acompanham a trajetória da bola em toda a área, que poderá ser exibida ao público em caso de lances duvidosos.
A tecnologia foi desenvolvida em 2001 por engenheiros da empresa inglesa Roke Manor Research Limited. Em 2011, a Hawk-Eye foi adquirida pela Sony Europe.

## História
Durante as quartas de finais do US Open em 2004, a tenista Serena Williams reclamou muito de várias marcações assinaladas pela juíza de cadeira, que não aceitava as reclamações. Depois do jogo, foi constatado nas imagens que a juíza realmente havia errado em várias marcações, prejudicando assim o bom nível do jogo. Por conta deste episódio, a juíza foi até punida.
Assim, visando minimizar injustiças, a International Tennis Federation (ITF) autorizou o uso de tecnologias. O Hawk-EYE foi testado pela primeira vez em 2005, e foi aprovado no mesmo ano. O Nasdaq-100 Open de 2005 foi o pioneiro em eventos profissionais de tenis a utilizar a tecnologia. A tecnologia vem desde 2007 sendo usada em Grand Slams. Desde então, esta tecnologia vem sendo cada vez mais utilizada em outros esportes.
Segundo o comentarista de tênis do site GloboEsporte.com, Alexandre Cossenza, "sempre vai haver polêmica – não há como instalar o Hawk-Eye em todas quadras do mundo e, além disto, o esporte nunca estará livre de erros dos árbitros de cadeira. A questão relevante aqui, no entanto, é que jogos importantíssimos têm um fim justo por causa da tecnologia. A NFL e NBA também já consultam replays, e a FIFA está perto de anunciar como será a chamada Goal-Line Technology (GLT)".

## Utilização

### Tênis
No tênis, a utilização do recurso tecnológico é chamado de "desafio" e cada jogador pode utilizar 3 desafios por set. O replay é visto pelo árbitro de cadeira e mostrado por uma televisão para os espectadores no estádio. Se o tenista estiver correto na marcação, ele não perde a pedida. A cada disputa de tie-break o atleta pode fazer um pedido adicional. Não se podem acumular pedidos de um set a outro. Em jogos no saibro não há desafios, já que a marca da bola fica estampada na quadra.
O Hawk Eye no tênis funciona através de 4 ou mais câmeras de alta velocidade e sensores de monitoração da bola. As 4 câmeras são sincronizadas e armazenam as imagens. O Sistema percorre quadro a quadro o vídeo mapeando em 3 dimensões a bola e monta uma simulação em 3D para exibir para a plateia. Além de marcar bolas dentro e fora, o sistema armazena dados sobre os jogadores para serem utilizados pelos comentaristas da tv.

### Sinuca
No Campeonato Mundial de Sinuca de 2007, a BBC utilizou-se da tecnologia pela primeira vez numa transmissão televisiva. A tecnologia ajudou a transmissão a mostrar a visão dos jogadores.

### Volei
A tecnologia foi utilizada pela primeira vez no voleibol em 2012, no Final Four, na Polônia. Neste esporte, sua utilização é semelhante a ocorrida do tenis.

### Futebol
O sistema Hawk-Eye foi aprovado como uma Tecnologia da Linha do Gol pela FIFA em 2012. A partir da temporada 2013-14 ela será utilizada no Campeonato Inglês.
Em Agosto de 2013, na 1ª rodada do Campeonato Inglês (partida Chelsea 2 x 0 Hull City) ocorreu a primeira intervenção oficial do aparato. Em um lance, o goleiro defendeu a bola em cima da linha, mas o relógio do árbitro não vibrou, confirmando que a bola não havia entrado.

### Falha no sistema e controvérsias
Em junho de 2020, depois de mais de 9 mil jogos mundo afora e uma infinidade de testes, o sistema Hawk-Eye, utilizado na Premier League, falhou ao não detectar que a bola havia atravessado a linha e não apontou que foi gol. O sistema não funcionou pois as câmeras do sistema Hawk-Eye são colocadas no alto do estádio. Assim, quanto mais alto e largo o jogador, maior a probabilidade de a bola ser obstruída, existindo, desta forma, um ponto cego para as câmeras. Nos testes de simulação, os “bonecos” que simulam os jogadores têm 1,65 m de altura e 1,40 m de largura entre os ombros.
Segundo a empresa que opera o sistema, a falha se deu pois "as sete câmeras localizadas nas arquibancadas ao redor do gol foram significativamente obstruídas pelo goleiro, defensor e pela trave. Esse nível de obstrução nunca foi visto antes em mais de 9 mil jogos que o sistema Hawk-Eye Tecnologia da Linha de Gol esteve em operação".